# Virgil Ghiță
Virgil Ghiță (Pitești, 4 giugno 1998) è un calciatore rumeno, difensore dell'Hannover 96 e della nazionale rumena.

## Caratteristiche tecniche
È un difensore centrale.

## Carriera

### Club
Cresciuto nel settore giovanile del Viitorul Costanza, ha esordito in prima squadra il 21 ottobre 2017 in occasione del match di campionato vinto 1-0 contro il CFR Cluj.

### Nazionale
Ha giocato nelle nazionali giovanili rumene Under-17 ed Under-19.
Il 16 ottobre 2018 ha esordito con la nazionale Under-21 rumena disputando il match di qualificazione per gli Europei Under-21 2019 contro Liechtenstein.
Nel 2021 ha partecipato ai Giochi Olimpici di Tokyo; sempre nello stesso anno ha inoltre anche esordito in nazionale maggiore.

## Palmarès

### Club

#### Competizioni nazionali
- Coppa di Romania: 1

Viitorul Constanța: 2018-2019
- Supercoppa di Romania: 1

Viitorul Constanța: 2019